# 维纳斯、丘比特、愚蠢与时间
《维纳斯、丘比特、愚蠢与时间》是佛罗伦萨画家布龙齐诺的一幅寓言画作，创作于约1545 年。现藏于伦敦国家美术馆。 学者们不能确定这幅画描绘的是什么含义。 
这幅画描绘维纳斯、丘比特、愚蠢和时间。丘比特和维纳斯在前景亲吻，而愚蠢准备用玫瑰花瓣给他们沐浴。秃顶的时间在顶部，在揭开帷幕。这幅画展示了风格主义时期和布朗齐诺的老师蓬托莫的晦涩、色情的意象。

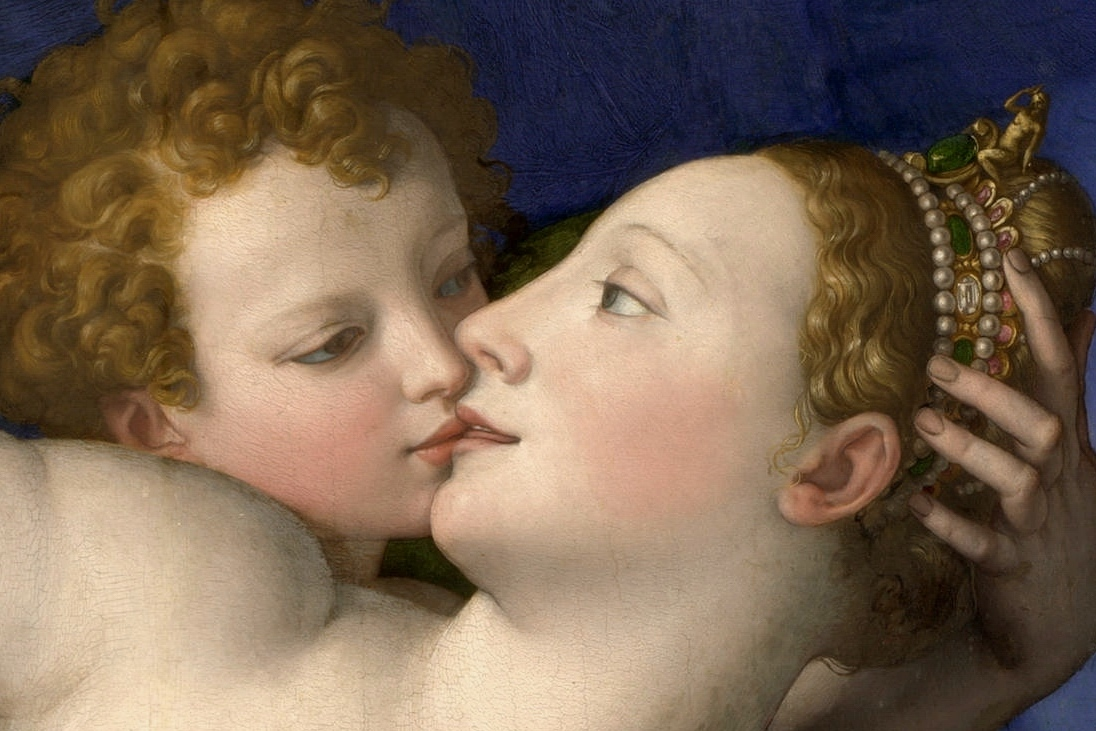
细部